# 定泉寺 (文京区)
定泉寺（じょうせんじ）は、東京都文京区にある浄土宗の寺院。

## 歴史
1621年（元和7年）、随波上人によって開山された。元々は本郷弓町（現・東京都文京区本郷）の「太田道灌の矢場跡」の土地を幕府から拝領した旗本の蜂屋善遠が寺を建て、随波上人を開山に迎えたのが起源である。1657年（明暦3年）の明暦の大火で現在地に移転した。

## 墓所
- 当寺歴代住職
- 牧野金助（幕臣、御小人頭）

旧地名「本郷金助町」の由来となった。

## 交通アクセス
- 本駒込駅より徒歩1分（経路案内）。